# Filippo de' Nerli
Filippo de' Nerli (Firenze, 9 marzo 1486 – Firenze, 17 gennaio 1557) è stato uno storico italiano.

## Biografia
Filippo de' Nerli nacque a Firenze il 9 marzo 1486, figlio di Benedetto di Jacopo, un brillante politico, e di Cassandra di Francesco Martelli.
Nerli fu istruito dal maestro Benedetto Riccardini, correttore di testi per la stamperia dei Giunti, oltre a questi studi classici frequentò gli Orti Oricellari, il giardino di casa Rucellai, dove si riunivano, soprattutto agli inizi del XVI secolo, le migliori menti fiorentine.
In questo ambiente Nerli strinse una profonda e duratura amicizia con Niccolò Machiavelli, dato che nominò Nerli suo esecutore testamentario.
Nerli appoggiò la famiglia Medici e inoltre sposò 
nel 1511, Caterina figlia di Jacopo Salviati 
e di Lucrezia di Lorenzo de' Medici, e quindi nipote di Lorenzo de' Medici, dalla cui unione ebbero cinque figli: Leone; Benedetto, vescovo di Volterra; Cassandra, sposata Bardi di Vernio; Contessina, sposata Scotti di Piacenza; e Maria, monaca gerosolimitana.
Dal 1512 al 1527, sotto la guida dei Medici, Nerli svolse numerosi incarichi, tra i quali, nel settembre-ottobre 1517 ebbe per la prima volta il priorato, nel 1518 fece parte degli Otto di balia, mentre nel 1522, dal 1º dicembre, fu per un anno podestà di Prato, inoltre ebbe cariche diplomatiche con la Santa Sede, nel dicembre 1517, nel novembre 1520, nel 1523, e per volontà del papa Clemente VII, il 20 maggio 1524 assunse il compito di governatore di Modena, città non facile da gestire poiché vi erano contrasti tra due opposte fazioni, una legata agli estensi e l'altra al papa.
Il 18 aprile 1529 iniziò il gonfalonierato di Francesco Carducci, che punì tutte le persone nell'orbita dei Medici e quindi anche Nerli, dall'8 ottobre 1529 fino all'agosto 1530, fu incarcerato e privato dei beni fino alla restaurazione dei Medici, quando ottenne nuovi incarichi.
A Firenze dal 27 aprile 1532 si impose un governo vicino alla monarchia, costituito dal Consiglio dei duecento, fra i quali si sceglievano i quarantotto membri del consiglio più ristretto, il Senato dei quarantotto, e di entrambi divenne membro Nerli.
La vittoria di Montemurlo ottenuta, il 1º agosto 1537, da Cosimo I de' Medici sui fuoriusciti, mise in sicurezza il governo fiorentino e diede lo spunto a Nerli di ingrandire la sua ricerca storiografica, che da semplici ricordi autobiografici, diventò il racconto della storia cittadina dal Medioevo fino alla vittoria di Montemurlo.
Realizzò quindi l'opera storica, intitolata Commentarii de' fatti civili occorsi dentro la città di Firenze dall'anno MCCXV al MDXXXVII, una storia di Firenze che si conclude con la pace cittadina.
L'opera è costituita da dodici libri, ognuno dei quali dedicato ad un avvenimento fondamentale per la città.
In questo progetto fu sostenuto e aiutato da Cosimo, e intorno 
al 1553 i Commentarii erano completati, presenti in numerosi manoscritti, completi o parziali, e da due pubblicazioni in stampa complete, la prima però dopo quasi due secoli di distanza dalla conclusione del lavoro.
Infatti l'opera fu stampata solamente nel 1728 ad Augusta, con una prefazione intitolata Vita del senatore de' Nerli di Salvino Salvini.
L'opera fu incentrata sull'affermazione che grazie ai Medici, Firenze raggiunse il supremo bene di uno stato, cioè l'ordine e il riposo. Quindi Nerli evidenziò il disordine presente durante i governi repubblicani e criticò soprattutto la fazione degli Arrabbiati, che diresse la resistenza fiorentina ai tempi dell'assedio.
Nerli si dimostrò un pregevole storico, sia per la lucida comprensione dei fatti politici sia per la coerenza della sua narrazione, anche se non sempre fu imparziale; inoltre ad una brillantezza dell'intelletto non sempre corrispose quella stilistica.
Nerli proseguì con i suoi incarichi politici fino al 1555,
quando fu capitano di Pistoia.
Filippo de' Nerli morì a Firenze il 17 gennaio 1557.